# Renée (zangeres)
Renée is de artiestennaam van Renée Sys (Sijsele, 10 januari 1984), een Vlaams singer-songwriter.
Haar debuutalbum Extending Playground verscheen op 20 februari 2012 op het label Zeal Records in een productie van Wouter Vlaeminck. De eerste single van dit album, Dum, dum, dum, werd op 30 januari 2012 uitgebracht en stond vijf weken in de Ultratip 50 met een achtste plaats als hoogste notering. Daarnaast schreef ze met Ad Cominotto mee aan de filmmuziek voor Noordzee, Texas (2011) van Bavo Defurne, en schreef ze de volledige soundtrack voor de documentaire Dikke Vrienden (2011) van Marc Didden. In 2012 verscheen de Nederlandse documentaire L'amour des moules van Willemiek Kluijfhout met de stem van Renée, begeleid door muziek van Tuur Florizoone.
Renée verwierf bekendheid door haar optreden in De Laatste Show, de nominatie van haar debuutsingle Dum, dum, dum als Hot Shot bij Studio Brussel in februari 2012 en de selectie van haar eerste album Extending Playground op de Luisterpaal van 3VOOR12 bij de VPRO.
Renée trad op in de AB in Brussel, Trix in Antwerpen, Het Depot in Leuven en de Vooruit in Gent, tijdens de zomer van 2011 op de Gentse Feesten en tijdens de zomer van 2012 op het Boomtown Festival.
Ze studeerde filmregie en schrijven aan het Brusselse Rits, waar ze in 2007 afstudeerde met de kortfilm Alles Valt met toenmalig medestudente Eline Kuppens in de hoofdrol. Twee jaar daarna studeerde ze af in de richting schrijven met het scenario voor een langspeelfilm met de werktitel Moerastaart.

## Discografie

### Albums
| Album met hitnotering(en) in de Vlaamse Ultratop 200 albums | Datum van verschijnen | Datum van binnenkomst | Hoogste positie | Aantal weken | Opmerkingen |
| ----------------------------------------------------------- | --------------------- | --------------------- | --------------- | ------------ | ----------- |
| Extending playground                                        | 20-02-2012            | 03-03-2012            | 41              | 5            |             |
| Marching                                                    | 10-02-2014            | 22-02-2014            | 175             | 1            |             |

### Singles
| Single met hitnotering(en) in de Vlaamse Ultratop 50 | Datum van verschijnen | Datum van binnenkomst | Hoogste positie | Aantal weken | Opmerkingen                |
| ---------------------------------------------------- | --------------------- | --------------------- | --------------- | ------------ | -------------------------- |
| Dum dum dum                                          | 30-01-2012            | 25-02-2012            | tip8            | -            | Nr. 7 in de Radio 2 Top 30 |
| Little soldier                                       | 2012                  | 22-09-2012            | tip64           |              |                            |